# Dyngfluga
Dyngfluga (Scathophaga stercoraria) är en art i insektsordningen tvåvingar och hör till underordningen flugor. Arten beskrevs först av Carl von Linné 1758.  Scathophaga stercoraria ingår i släktet Scathophaga och familjen kolvflugor. Arten är reproducerande i Sverige. Inga underarter finns listade i Catalogue of Life.
Arten är vitt spridd på norra halvklotet och ses ofta omkring spilling från stora däggdjur, i vilken dess larver också utvecklas. Särskilt är den associerad med spillning från nötkreatur. Dyngflugan har som fullbildad insekt, imago, en kroppslängd på omkring 10 millimeter. En bland insekterna ovanlig egenskap för dyngflugan är att hanen är större än honan. Till utseendet är hanen gulaktig till gulorange och har kraftig behåring, medan honan är mindre hårig och mer grönaktig i färgen.

## Levnadssätt
Dyngflugans larv lever i djurspillning och honorna lägger äggen direkt på färsk spillning. Hanarna konkurrerar om de parningsvilliga honor som dras till en färsk spillningshög och vaktar efter parningen honan mot parningsförsök av andra hanar tills honan lagt ägg för att öka chansen att föra vidare sin egen avkomma. Konkurrensen mellan hanarna om honorna är ofta hård, en spillningshög är bara intressant för honorna under en begränsad tid, och redan ungefär två timmar efter att den lagts kommer inte många honor att dras dit längre. 
En hona kan lägga mellan 30 och 90 ägg i en spillningshög. Dessa kläcks efter 1–2 dagar och larverna förpuppa sig efter 10 dagar. Tillväxten sker snabbt under de första fem dagarna, de resterande dagarna förbereder larven sig för förpuppningen. Förpuppningen tar ytterligare 10 dagar, om temperaturen i spillningshögen är omkring 20 grader. Om den är lägre tar det längre tid. De fullbildade flugorna livnär sig huvudsakligen som predatorer på andra små insekter, ofta andra flugor som också besöker spillningshögar. De kan också ses på blommor, vilka arten kan besöka som en källa till näring, men också för att hitta byten.

## Bildgalleri

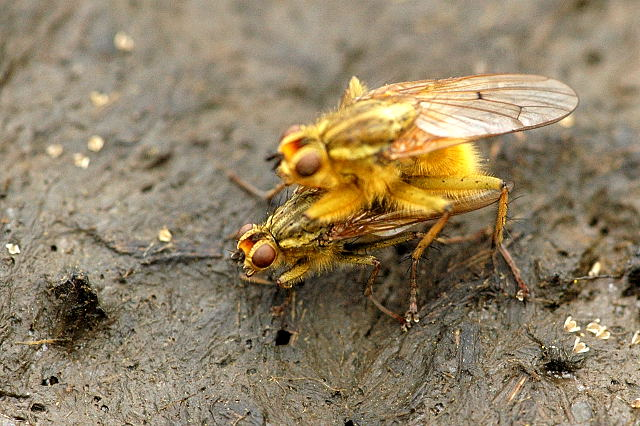
Dyngflugor som parar sig.
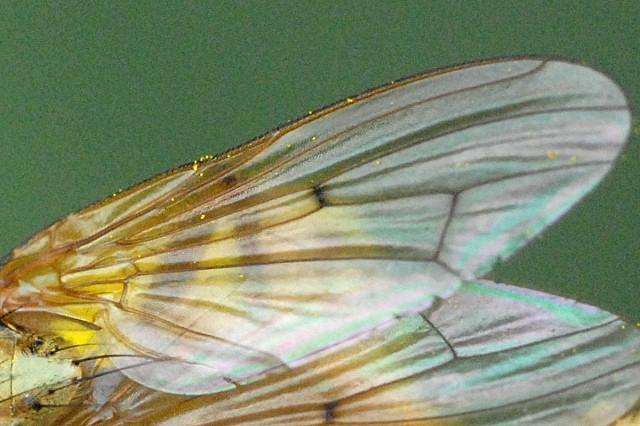
Närbild på vingen.
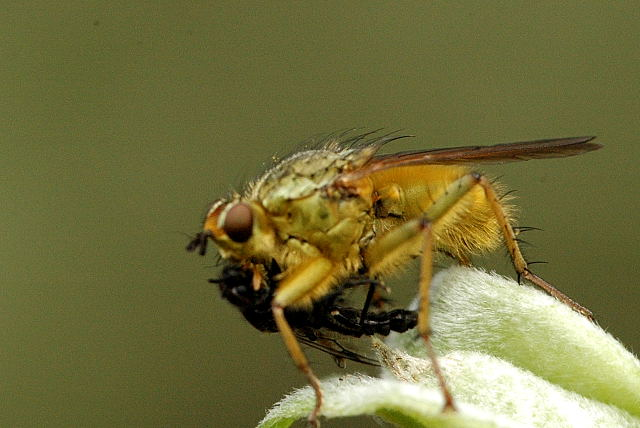
Dyngfluga med byte.